# آربور لیکس
آربور لیکس (به انگلیسی: Arbor Lakes) یک منطقه شهری در ایالات متحده آمریکا است که در میپل گروو، مینه‌سوتا واقع شده است.